# Boris Cheranovski

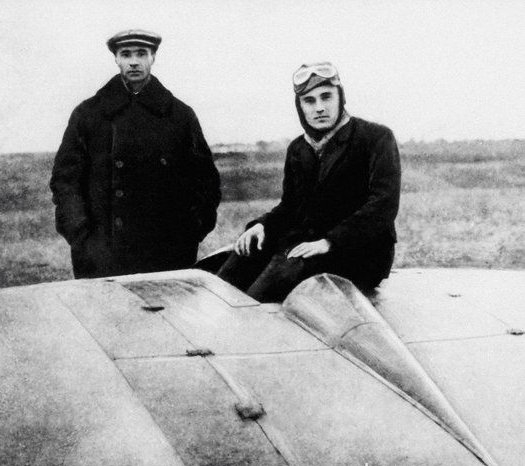
Cheranovsky BICh-8, Boris Cheranovsky e Sergei Korolev

Boris Ivanovich Cheranovski (Pavlovich, 1 de julho de 1896 — Moscou, 17 de dezembro de 1960), foi um projetista de aviões soviético, que se destacou por ter criado o primeiro avião do tipo "asa voadora"; os planadores BICh-1 e BICh-2 de 1924, e o motorizado BICh-3 mais tarde. Eles usavam uma plataforma em forma de parábola.